# Dreadnoughtus
Dreadnoughtus („nikým neohrožený“) byl rod obřího sauropodního dinosaura, patřícího do skupiny Titanosauria. Jeho fosilie byly objeveny v sedimentech souvrství Cerro Fortaleza na území Argentiny.

## Objev a publikace
Fosilie tohoto velkého býložravce byly objeveny v roce 2005 v patagonské provincii Santa Cruz v Argentině. Popsány však byly až v roce 2014 Lacovarou a jeho kolegy. Dreadnoughtus (pojmenován také podle bitevní lodě Dreadnought) patří mezi největší známé dinosaury a zároveň mezi nejlépe zachované obří sauropody. Kompletní fosilní materiál zahrnující pozůstatky více jedinců je popsaný asi ze 70%. Sám autor popisné studie, paleontolog Kenneth J. Lacovara ve své knize Why Dinosaurs Matter ("Proč na dinosaurech záleží") vysvětluje, proč pojmenoval dinosaura tímto rodovým jménem. V dospělosti museli být tito sauropodi tak velcí a silní, že byli prakticky neohrožení, stejně jako válečné lodě Dreadnought na začátku 20. století.
Výzkum, publikovaný v březnu roku 2020, rekonstruoval pravděpodobnou celkovou anatomii svaloviny předních končetin tohoto obřího sauropoda. V říjnu stejného roku pak byl publikován popis svalové soustavy pánevního pletence a zadních končetin tohoto sauropoda.
V létě roku 2022 byla publikována odborná práce o objevu "měkkých tkání" ve fosiliích tohoto obřího sauropoda.

## Rozměry
Délka tohoto sauropoda činila asi 26 metrů (z toho hlava a krk 12,2 metru, trup 5,1 metru a ocas 8,7 metru). Jeho hmotnost byla autory studie odhadnuta na 59,3 tuny (asi jako 12 dospělých slonů), což podporují i některé novější studie. Podle jiných výzkumů byl ale ve skutečnosti tento sauropod podstatně menší a jeho hmotnost výrazně nepřesahovala 25 až 40 tun.
Rozptyl odhadů hmotnosti tohoto sauropoda je značný - činí dle různých odborných prací 27 až 74 tun. Dreadnoughtus je nicméně velikostně srovnatelný s příbuznými rody Argentinosaurus a Puertasaurus, kteří patří k největším známým sauropodním dinosaurům vůbec (s hmotnosti snad až kolem 80 tun). Zajímavé je, že důkazy nasvědčují, že se nejednalo o dospělého jedince - objevený exemplář tedy nemusel dosahovat plné velikosti.
V roce 2019 odhadl americký badatel Gregory S. Paul podrobným rozborem a zhodnocením dosud využitých metod stanovování objemu a hmotnosti těla různých sauropodů celkovou tělesnou hmotnost juvenilního dreadnoughta zhruba na 30 až 33,4 tun. Plně dorostlý jedinec pak mohl být až dvojnásobně těžký.
Vědecká studie publikovaná v září roku 2020 klade rodu Dreadnoughtus hmotnost (dle dvou základních metod odhadu) v rozmezí 48 158 až 59 291 kilogramů.

## Příbuzenské vztahy
Nejbližšími příbuznými tohoto sauropoda byly zřejmě další obří argentinské rody Notocolossus a Futalognkosaurus a podstatně menší africký rod Malawisaurus.